# Cadre Noir

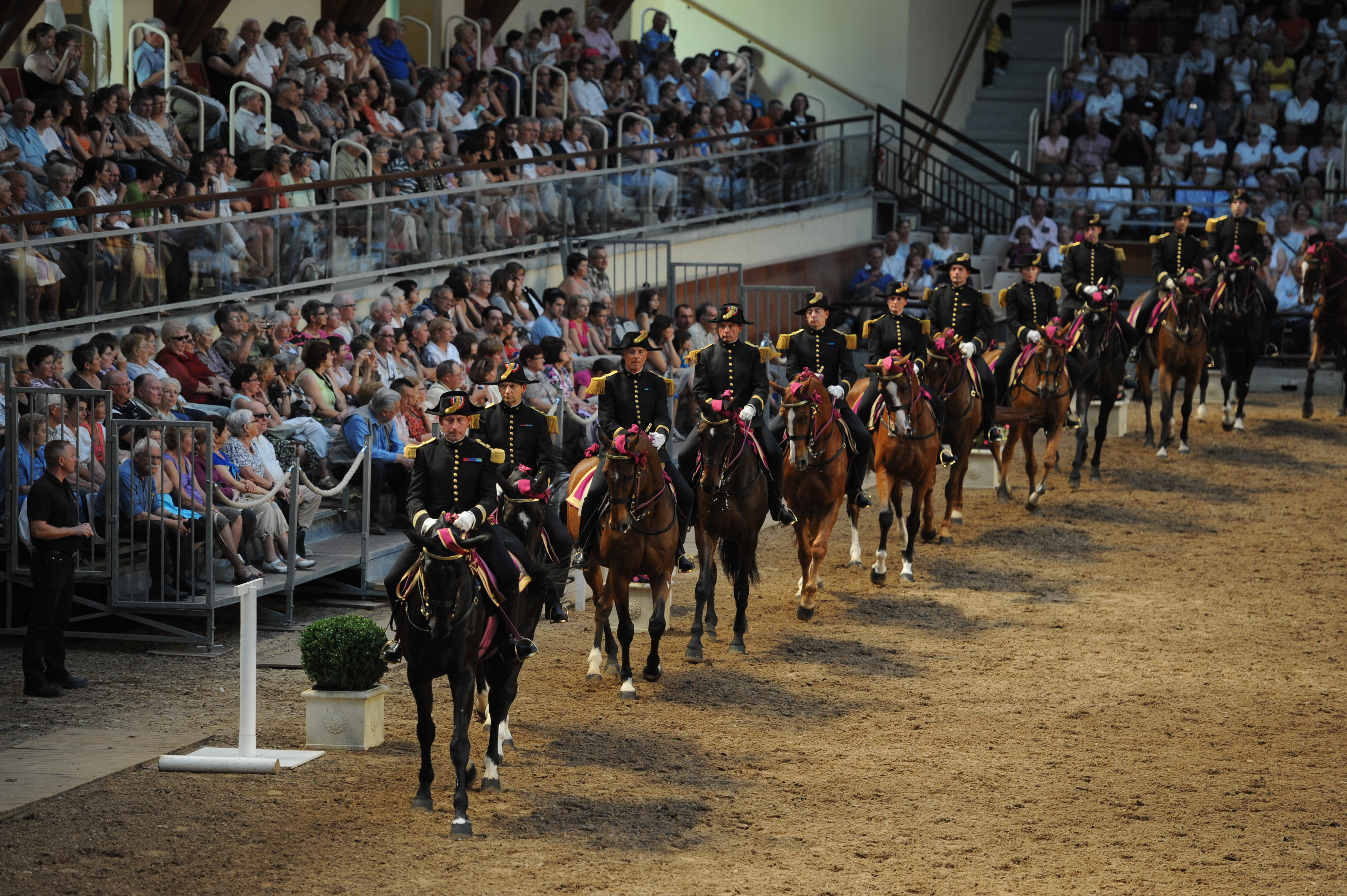
Prezentacja Cadre Noir: Reprise de manege

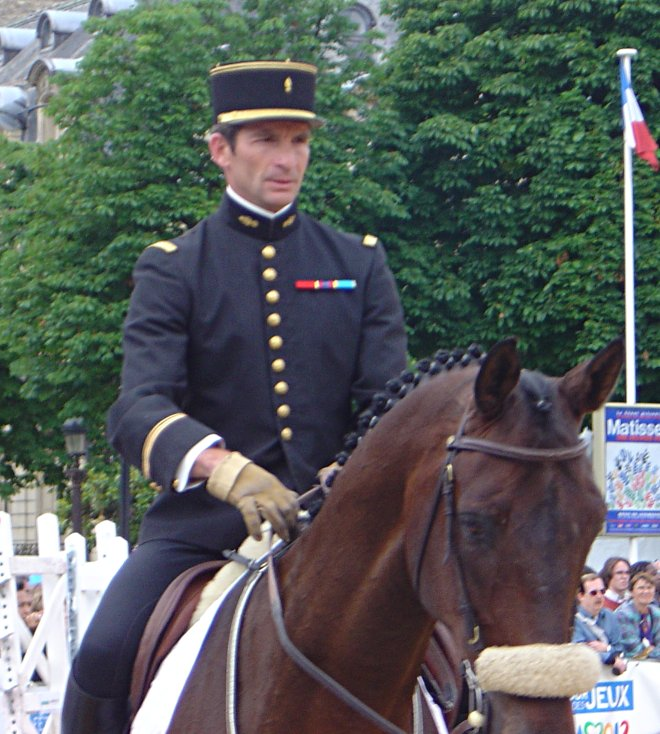
Didier Courrèges, Olimpijczyk i instruktor Cadre Noir

Cadre Noir – najsłynniejsza francuska szkoła jazdy konnej mająca swoją siedzibę w Saumur.

## Historia
Cadre Noir została założona w 1814 do szkolenia jeździeckiego elitarnego korpusu armii francuskiej. Naczelny instrukor nosił czarny mundur, aby odróżnić go od innych szkoleniowców i stąd powstała ich nazwa – Czarna Kadra. Dziś Cadre Noir to ośrodek jeździecki i treningowy, którego zadaniem jest pielęgnowanie i podtrzymanie tradycji francuskiej szkoły jazdy. W ramach tego zadania szkoli zarówno instruktorów jazdy konnej, jak i znakomitych jeźdźców.
Zgodnie z wymogami wojskowymi tamtych czasów, możliwości konia gorącokrwistego stanowią podstawę szkolenia jeździeckiego Cadre Noir. Przedmiotem szkolenia jest nie tylko ujeżdżenie, ale także skoki przez przeszkody i biegi przełajowe.
Wraz z rozprzestrzenieniem się cywilnego sportu jeździeckiego, szkoła kawalerii Saumur stała się częścią państwowej szkoły jeździeckiej w 1972. Od tego czasu wysoko wykwalifikowani instruktorzy jazdy konnej Cadre Noir prowadzą lekcje we wszystkich dyscyplinach jeździeckich uprawianych we Francji. W 2010 roku z połączenia Państwowej Wyższej Szkoły Jeździeckiej i Państwowej Stadniny Koni powstał Francuski Instytut Koni i Jeździectwa (Ifce).
Każdy z wielkich mistrzów Cadre Noir rozwinął dalej sztukę jazdy ujeżdżeniowej. Główny instruktor jazdy konnej, zwany także „Wielkim Bogiem”, dba o to, aby ta tradycja, która stanowi podstawę nauki jazdy konnej w Cadre Noir, została zachowana.
Spektakle w ośrodku Cadre Noir zawsze składają się z dwóch części:
- „reprise de manege” – ujeżdżenie
- „Reprise de sauters” – figury nad ziemią

Od 2011 Francuska sztuka jeździecka, a wraz z nią w szczególności tradycja Cadre Noir, jest częścią światowego dziedzictwa kultury.
Jej imię nosi most w Saumur – Pont du Cadre Noir.